# Station Spa
Station Spa is een spoorwegstation langs spoorlijn 44 (Pepinster - Spa-Géronstère) in de stad Spa. In het verleden was dit station een prominentere internationale bestemming en reed er bijvoorbeeld een internationale trein vanuit Amsterdam naartoe.
Sinds 1 maart 2024 zijn de loketten van dit station enkel in de week geopend tussen 8 en 11.15 uur.

## Treindienst
| Serie  | Treinsoort                        | Route                                                | Bijzonderheden             |
| ------ | --------------------------------- | ---------------------------------------------------- | -------------------------- |
| L 5000 | L-trein / Regional-Express (NMBS) | Verviers-Centraal – Pepinster – Spa – Spa-Géronstère |                            |
| P 7495 | Piekuurtrein (NMBS)               | Spa-Géronstère – Spa – Pepinster – Verviers-Centraal | Rijdt alleen op werkdagen. |

## Galerij

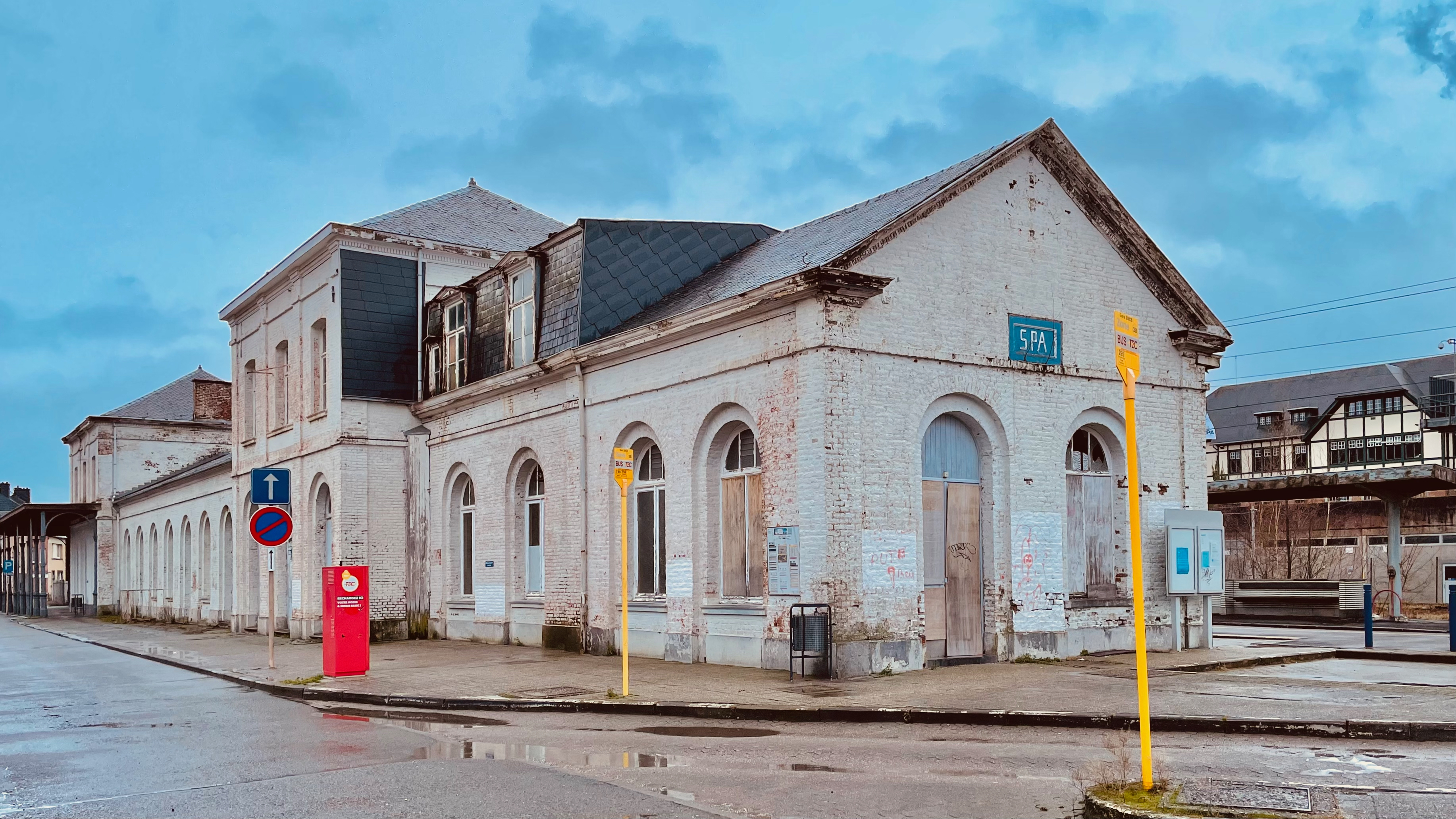
Stationsgebouw
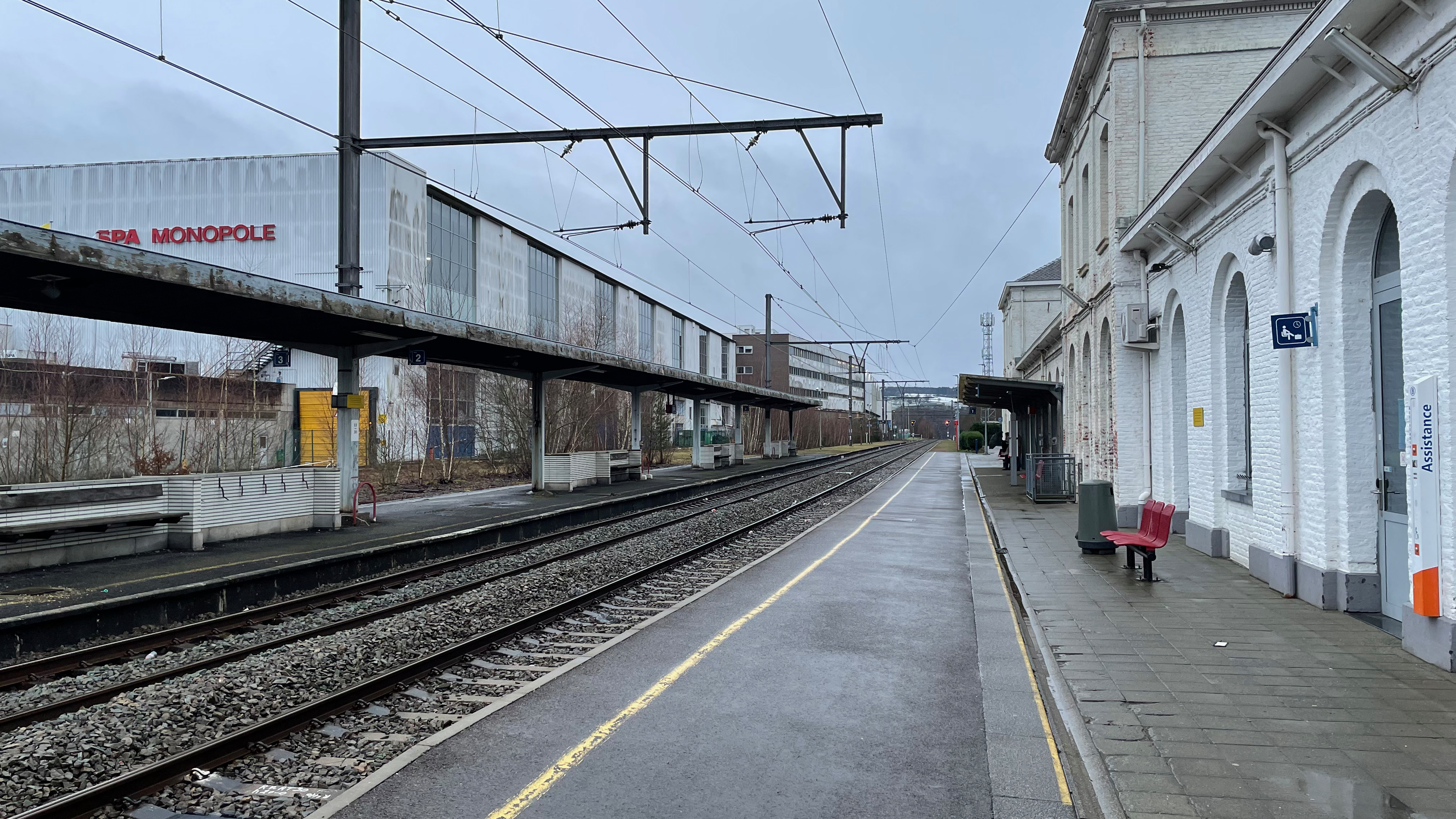
Zicht op het perron
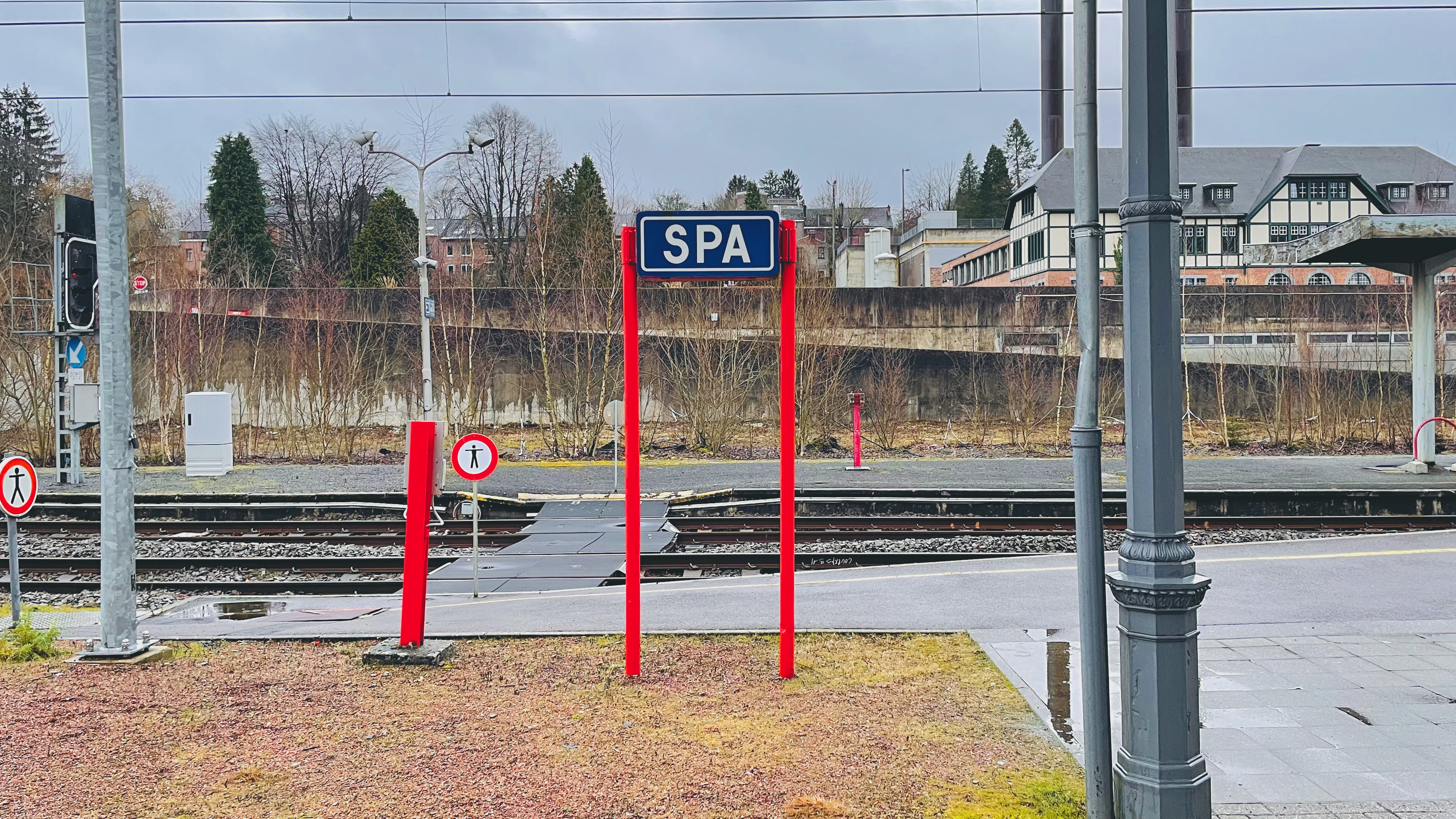
Plaatsnaambord
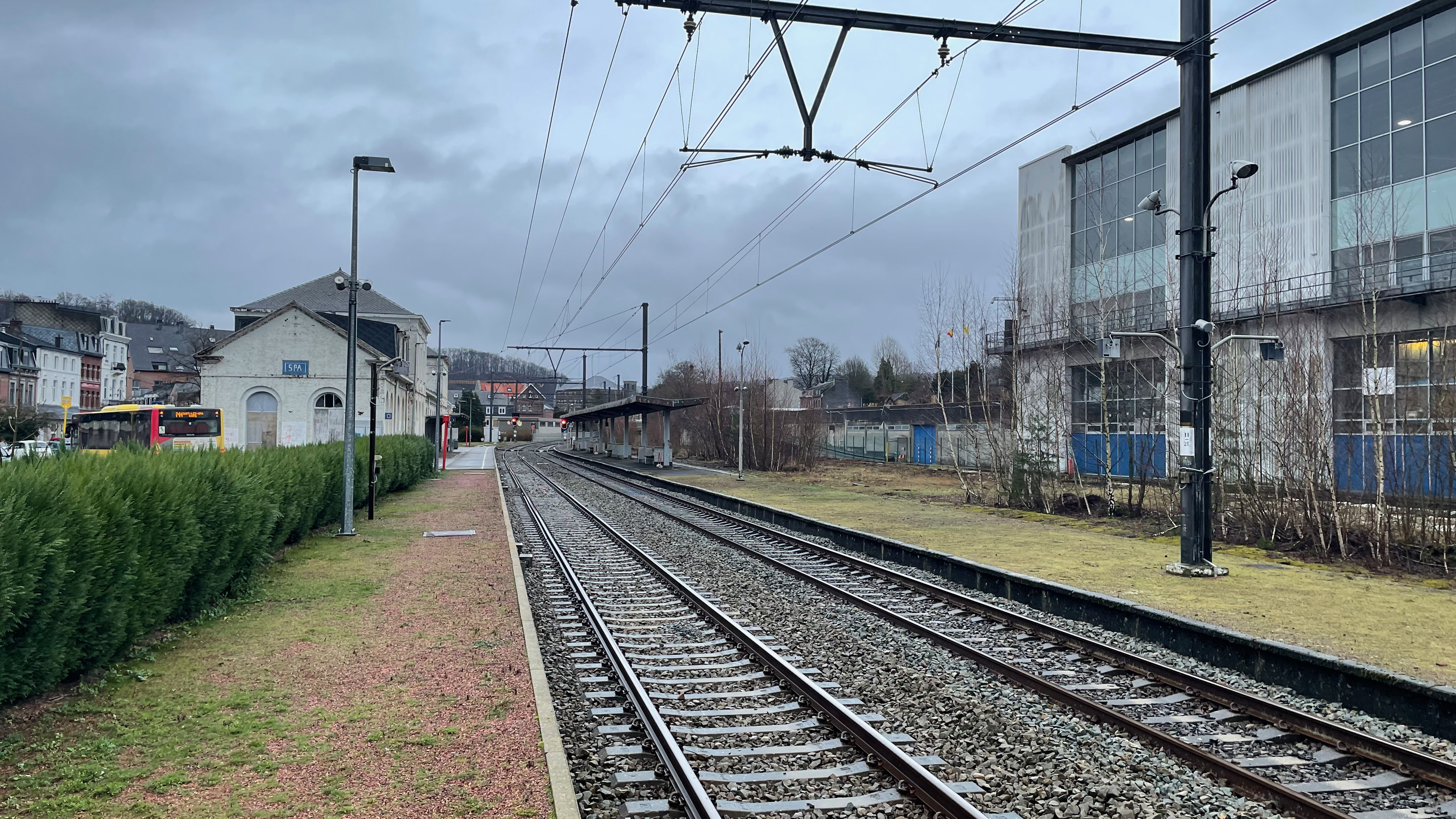
Zicht op de sporen

## Reizigerstellingen
De grafiek en tabel geven het gemiddeld aantal instappende reizigers weer op een week-, zater- en zondag.
| Tabel: aantal instappende reizigers station Spa | Tabel: aantal instappende reizigers station Spa | Tabel: aantal instappende reizigers station Spa | Tabel: aantal instappende reizigers station Spa |
|                                                 | Weekdag                                         | Zaterdag                                        | Zondag                                          |
| ----------------------------------------------- | ----------------------------------------------- | ----------------------------------------------- | ----------------------------------------------- |
| 1977                                            | 537                                             | 246                                             | 403                                             |
| 1978                                            | 536                                             | 278                                             | 420                                             |
| 1979                                            | 594                                             | 300                                             | 455                                             |
| 1980                                            | 381                                             | 310                                             | 413                                             |
| 1981                                            | 604                                             | 271                                             | 315                                             |
| 1982                                            | 619                                             | 278                                             | 405                                             |
| 1983                                            | 578                                             | 217                                             | 277                                             |
| 1984                                            | 578                                             | 257                                             | 295                                             |
| 1985                                            | 775                                             | 193                                             | 321                                             |
| 1986                                            | 685                                             | 296                                             | 223                                             |
| 1987                                            | 661                                             | 262                                             | 353                                             |
| 1988                                            | 790                                             | 236                                             | 627                                             |
| 1989                                            | 745                                             | 214                                             | 315                                             |
| 1990                                            | 697                                             | 217                                             | 290                                             |
| 1991                                            | 630                                             | 260                                             | 217                                             |
| 1992                                            | 653                                             | 275                                             | 315                                             |
| 1993                                            | 624                                             | 225                                             | 256                                             |
| 1994                                            | 737                                             | 359                                             | 385                                             |
| 1995                                            | 571                                             | 295                                             | 343                                             |
| 1996                                            | 582                                             | 222                                             | 217                                             |
| 1997                                            | 616                                             | 293                                             | 298                                             |
| 1998                                            | 614                                             | 275                                             | 270                                             |
| 1999                                            | 562                                             | 205                                             | 205                                             |
| 2000                                            | 574                                             | 214                                             | 305                                             |
| 2001                                            | 405                                             | 167                                             | 201                                             |
| 2002                                            | 493                                             | 174                                             | 167                                             |
| 2003                                            | 407                                             | 158                                             | 236                                             |
| 2004                                            | 483                                             | 181                                             | 238                                             |
| 2005                                            | 473                                             | 238                                             | 284                                             |
| 2006                                            | 560                                             | 246                                             | 278                                             |
| 2007                                            | 498                                             | 196                                             | 266                                             |
| 2008                                            | -                                               | -                                               | -                                               |
| 2009                                            | 467                                             | 225                                             | 191                                             |
| 2010                                            | -                                               | -                                               | -                                               |
| 2011                                            | -                                               | -                                               | -                                               |
| 2012                                            | 412                                             | 157                                             | 201                                             |
| 2013                                            | 358                                             | 166                                             | 171                                             |
| 2014                                            | 429                                             | 189                                             | 188                                             |
| 2015                                            | 383                                             | 198                                             | 296                                             |
| 2016                                            | 357                                             | 176                                             | 203                                             |
| 2017                                            | 346                                             | 153                                             | 151                                             |
| 2018                                            | 311                                             | 169                                             | 169                                             |
| 2019                                            | 414                                             | 207                                             | 153                                             |
| 2020                                            | 270                                             | 147                                             | 130                                             |
| 2021                                            | -                                               | -                                               | -                                               |
| 2022                                            | 310                                             | 186                                             | 421                                             |
| 2023                                            | 321                                             | 199                                             | 272                                             |
| 2024                                            | 354                                             | 162                                             | 155                                             |

0,0: Pepinster ·
0,7: Pepinster-Cité ·
1,6: Pepinster-Chinheid ·
3,2: Juslenville ·
3,8: Theux-Marie-Louise ·
4,2: Theux ·
5,0: Theux-Centre ·
5,6: Franchimont ·
7,4: La Reid ·
9,6: Marteau ·
11,2: Spa ·
12,5: Spa-Géronstère ·
15,2: Nivezé ·
19,8: Sart-lez-Spa ·
23,7: Hockai ·
27,3: Francorchamps ·
36,8: Stavelot